# Eve
Eve Jihan Jeffers, mer känd under mononymet Eve, född 10 november 1978 i Philadelphia, Pennsylvania, är en amerikansk rappare och skådespelerska. 

## Karriär
I high school tog Eve artistnamnet Gangsta och var då en del i en tjejgrupp kallad EDGP (uttalas Egypt). Senare gjorde hon solokarriär med artistnamnet Eve of Destruction taget från Barry McGuires låt med samma namn. Eve har haft en egen TV-serie, Eve, och har bland annat varit med i filmerna The Woodsman och Barbershop.
Hon har jobbat med bland andra Gwen Stefani, som hon spelade in låten "Let Me Blow Ya Mind" med. Den blev en internationell hitsingel sommaren 2001.
Under säsong 4 av den amerikanska upplagan av TV-serien Top Model var Eve med under en utmaning. De skulle intervjua Eve om hennes klädmärke.

## Diskografi (urval)
- 1999 – Let There Be Eve...Ruff Ryders' First Lady
- 2001 – Scorpion
- 2002 – Eve-Olution
- 2013 – Lip Lock

## Filmografi (urval)
- 2002 – Barbershop
- 2002 – xXx
- 2003–2006 – Eve (TV-serie)
- 2003 – XIII (röst i datorspel)
- 2004 – The Woodsman
- 2004 – Barbershop 2
- 2004 – The Cookout
- 2008 – Flashbacks of a Fool
- 2009 – Whip It
- 2010 – 4.3.2.1
- 2013 – Bounty Killer